# Окно Бааде
Окно Бааде — область неба с относительно небольшим количеством межзвёздной пыли в направлении взгляда с Земли. Эта область считается «окном» для наблюдений центра нашей Галактики, который обычно скрыт облаками газа и пыли. Она названа в честь астронома Вальтера Бааде, который первым понял её значимость. Данная область соответствует одному из наиболее ярких участков Млечного пути.
Большая часть звёзд в данной области является старыми звёздами, их возраст сопоставим с возрастом нашей Галактики и составляет несколько миллиардов лет. В основном они относятся к спектральным классам K и M, и имеют небольшую светимость. Рассеяние их цвета межзвёздной пылью приводит к тому, что на фотографиях данная область имеет желтоватый цвет.

## История
Вальтер Бааде в середине 1940-х годов исследовал звёзды в данной области на 100-дюймовом телескопе Хукера в обсерватории Маунт Вильсон, пытаясь найти центр нашей Галактики. До того момента структура и местонахождение галактического центра не были известны с достаточной степенью определённости.

## Значение
Окно Бааде часто используется для изучения отдалённых звёзд центрального балджа нашей Галактики в видимом диапазоне, а также ближнем инфракрасном и ультрафиолетовом диапазоне. До настоящего времени путём измерений, сделанных через это «окно», астрономы получают важную информацию о форме Млечного Пути. Окно Бааде находится в направлении созвездия Стрельца. В настоящее время известно, что окно находится немного к «югу» от основной части центрального балджа Галактики. Окно имеет границы неправильной формы и покрывает примерно 1° небесной сферы. В центре окна находится шаровое скопление NGC 6522.
Окно Бааде является самой большой из шести областей, через которые видимы звёзды центрального балджа.
В ходе наблюдений в рамках программы OGLE и других наблюдательных программ были открыты экзопланеты, обращающиеся вокруг звёзд центрального балджа в данной области. Для их обнаружения использовался метод гравитационного микролинзирования.